# José Fernández Ramírez
José Fernández Ramírez fou un polític franquista espanyol. Militant de l'extrema dreta barcelonina en la dècada del 1930, va participar en la Sanjurjada i fou secretari del cap a Barcelona del Partido Nacionalista Español, Carlos López Manduley. Quan es van produir els fets del sis d'octubre de 1934 formà part del grup que es van concentrar davant la Delegació del Govern de la República Espanyola per "defensar-la de possibles atacs" dels escamots d'Estat Català. Després de l'entrevista que va mantenir López Manduley amb José Antonio Primo de Rivera es va passar a Falange Española. Va ser expulsat de Falange per participar en el grup "Voluntariado Español", i el febrer de 1935 va formar part del grup "España Club". Tanmateix, a la primavera del 1936 va tornar a la Falange Española. José Antonio el va nomenar cap territorial a Barcelona de les milícies.
Va combatre a la guerra civil espanyola i en acabar fou nomenat cap de l'Obra Sindical de l'Artesania (englobada en la Confederació Nacional de Sindicats) i el 1946 fou nomenat Secretari Provincial i subcap del Movimiento Nacional a Barcelona i vicepresident de la diputació de Barcelona. Els seus enfrontaments amb altres sectors falangistes provocaren la seva destitució l'estiu de 1950 pel governador civil Eduardo Baeza y Alegría, i sembla que participà en els fets que desembocarien en la vaga de tramvies de 1951. El novembre de 1969 fou nomenat governador civil de la província de Castelló. Fou cessat en el càrrec l'abril de 1971.